# Lenka Šindelářová
Lenka Šindelářová (* 27. června 1955 Plzeň) je česká herečka a zpěvačka. Byla první manželkou zesnulého baskytaristy a spoluzakladatele rockové skupiny Katapult Jiřího Šindeláře, se kterým má syna Michala (* 1982). Hrála v seriálech Sanitka či Pojišťovna štěstí. Dále účinkovala v pořadech Ivana Mládka Čundrcountryshow, Country estráda, Panoptikum Ivana Mládka, Cyránův ostrov, Noha 22. Objevila se i zábavném pořadu Možná přijde i kouzelník. Kromě seriálů hrála také ve filmech Den, kdy nevyšlo slunce nebo Dvanáct měsíčků. Je členkou skupiny Banjo Band Ivana Mládka.